# Anneau êta
L'anneau êta (ou anneau η) est un anneau planétaire situé autour d'Uranus.

## Caractéristiques
L'anneau êta orbite à 47 176 km du centre d'Uranus (soit 1,834 fois le rayon de la planète), entre l'anneau bêta et l'anneau gamma. Comme la quasi-totalité des autres anneaux d'Uranus, il est très fin, sa largeur étant de l'ordre de 1,6 km.